# Wegkreuz (Gefäll, Höhe)

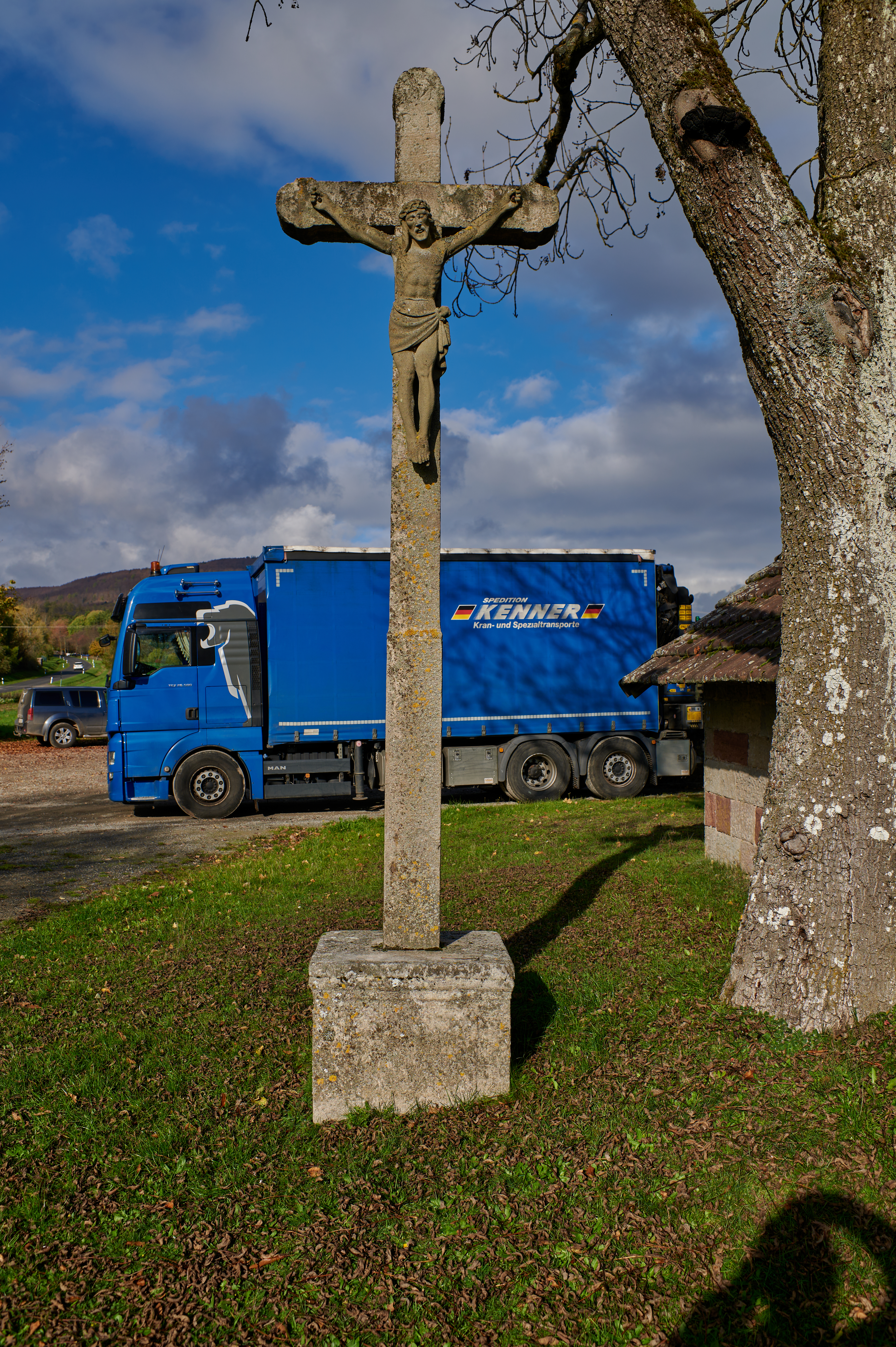
Wegkreuz in Gefäll, Höhe

Das Wegkreuz Höhe ist ein Flurdenkmal in Gefäll, einem Gemeindeteil im Markt Burkardroth im unterfränkischen Landkreis Bad Kissingen. Es befindet sich in der Gemarkung Höhe bei der Marienkapelle.
Das Wegkreuz gehört zu den Baudenkmälern von Burkardroth und ist unter der Nummer D-6-72-117-27 in der Bayerischen Denkmalliste registriert.

## Beschreibung
Das 345 cm hohe Wegkreuz besteht aus grauem Sandstein und entstand im Jahr 1823.
Auf einem 60 cm hohen Sockel steht ein Hochkreuz mit Korpus. der würfelförmige, 55 cm hohe Sockel hat die Grundmaße 68 cm × 68 cm. Die 5 cm hohe, vorkragende Abschlussplatte hat die Maße 73 cm × 73 cm und ist profiliert: Platte (3 cm), Wulst (4 cm), Platte (5 cm). Der versenkte Schaftsockel hat eine Höhe von 118 cm und einen Querschnitt  von 21 cm × 18 cm. Der Schaftquerschnitt beträgt 17 cm × 19 cm, die Kreuzhöhe 345 cm. Der Schaft ist bis zu den Querarmen 280 cm hoch. Die Querarme sind jeweils 45 cm lang. Die Sockelinschrift in der 45 cm × 35 cm großen Nischentafel lautet:

„STIFDER VALTIN

WIRTH1823

B. W. B.“